# LOOM (álbum de Imagine Dragons)
«LOOM» (en español: «Surgir») es el sexto álbum de estudio de la banda estadounidense de pop rock Imagine Dragons. Lanzado el 28 de junio de 2024, por medio de KIDinaKORNER e Interscope Records, «LOOM» consta de menos temas en comparación del trabajo previo de la agrupación,  «Mercury – Acts 1 & 2», convirtiéndose en su álbum de estudio más corto hasta la fecha. Fue producido por el dúo de productores suecos Mattman & Robin y precedido por dos sencillos: «Eyes Closed» y «Nice to Meet You».
Es el primer trabajo de la banda que no incluye al baterista Daniel Platzman, quién originalmente anunció una pausa indefinida del grupo en marzo de 2023. No obstante, en agosto de 2024 confirmó su salida oficial de la agrupación.

## Antecedentes
Poco después del lanzamiento de su quinto álbum de estudio, «Mercury – Acts 1 & 2», Imagine Dragons siguió apoyando su difusión por medio del «Mercury World Tour». En marzo de 2023, el entonces baterista de la agrupación, Daniel Platzman, anunció que dejaría la banda de forma indefinida, siendo sustituido por Andrew Tolman (miembro original de Imagine Dragons) por el resto de las fechas de la gira, la cual concluyó el 8 de septiembre de 2023, en Berlín, Alemania.
Durante ese tiempo, la agrupación ya se encontraba trabajando en material nuevo para un próximo álbum de estudio. Además, el 30 de agosto de 2023 lanzaron un sencillo para el videojuego Starfield, «Children of the Sky», y participaron en múltiples festivales alrededor del mundo.
No fue hasta marzo de 2024 cuando comenzaron a insinuar nueva música, adelantando el estreno de una nueva canción a través de sus redes sociales, en un video críptico que mostraba la instrumentación del tema. Además, el sitio web de la banda fue modificado, mostrando un reloj de arena.
Tras publicar más adelantos que incluían otros fragmentos de la canción, el sitio web de Imagine Dragons fue actualizado, mostrando cuatro puertas con minijuegos en su interior, que los fans podían jugar uniéndose a tres equipos para conseguir puntos. Los equipos eran: “Croyant”, “Guerriers” y “Dreamers”, haciendo referencia a algunos temas de la agrupación que ya habían sido lanzados con anterioridad.
Una vez que el equipo de los “Croyant” ganó ante los otros equipos, Imagine Dragons les compartió por adelantado en Discord la fecha de lanzamiento de «Eyes Closed», así cómo la portada. El 1 de abril, el grupo anunció formalmente que la canción sería publicada el 4 de abril de 2024, como el sencillo principal de su próximo álbum de estudio. Previamente, la banda compartió algunas fotografías a través de sus redes sociales, las cuáles pertenecían al video musical de la canción, publicado el mismo día, y que fue producido por Andrew Donoho. 
No fue hasta el 22 de abril de 2024 que la banda compartió el nombre del álbum, «LOOM», así cómo su portada, fijando su fecha de lanzamiento para el 28 de junio de ese mismo año. Previamente, el nombre del álbum apareció en uno de los minijuegos que formaron parte del evento de las cuatro puertas dentro del sitio web de la banda.

## Concepto
En una entrevista con la Associated Press, Dan Reynolds describió el proceso creativo detrás del álbum y su portada:

«Realmente no puedes determinar si un atardecer o un amanecer, y también tenemos a dos personas poco separadas, paradas en frente a esta imagen. Eso realmente lo resume temáticamente cuando lo escucho. ¿Es el comienzo de algo nuevo o es el final de algo? Y el atardecer y el amanecer siempre se siente de esa manera para mí. Puede ser una u otra.»

A diferencia de sus trabajos previos, la banda optó por trabajar con tan solo un productor musical, el dúo sueco de Mattman & Robin, quienes llevan componiendo y produciendo algunas de sus canciones desde su tercer álbum de estudio, «Evolve». Asimismo, Reynolds comentó que fue una experiencia completamente diferente trabajar en el álbum:

«Por lo general, entramos en el disco con un montón de demos que ya hemos auto-producido y hecho por nuestra cuenta. Pero en este caso teníamos un montón de demos y simplemente desechamos todo y comenzamos con un borrón y cuenta nueva.»

## Promoción
El 10 de marzo de 2024, la banda comenzó a sugerir nueva música en sus redes sociales. En los días siguientes, se exhibió un reloj de arena en el sitio web oficial. A finales de marzo, el sitio web empezó a mostrar cuatro puertas. Las cuatro puertas consistían en tres grupos diferentes que competían para conseguir puntos en múltiples minijuegos; los tres grupos eran: “Croyants” (Creyentes), “Guerriers” (Guerreros) y “Rêveurs” (Soñadores), divididos según la preferencia musical previa de los usuarios. Cada uno de estos grupos hacía referencia a una canción de un álbum anterior.
Cada semana se revelaba una nueva puerta, mostrando un nuevo juego y algunas pistas sobre la fecha de lanzamiento o algunas de las letras de las próximas canciones. El 1 de abril, con la apertura de la segunda puerta, anunciaron que una nueva canción, titulada «Eyes Closed», sería lanzada el 3 de abril. El 22 de abril, después de que se abrieron las cuatro puertas, se reveló una quinta puerta, que hace referencia al video musical «Eyes Closed», que finalmente confirmó que el título del nuevo álbum sería «LOOM».
Para el equipo ganador de las cuatro puertas, los “Croyants”, se compartió un video con fragmentos de tres canciones del nuevo álbum, cuyos títulos son: «Fire in These Hills», «Nice to Meet You» y «Wake Up».
El 25 de abril, una publicación en las redes sociales de las cuentas oficiales de la banda adelantó una nueva colaboración, revelándose más tarde que se trataba de J Balvin, quien aparecería en un remix de «Eyes Closed», estrenado el viernes 2 de mayo de 2024 en compañía de su video musical. Semanas antes de su estreno, J Balvin había publicado una historia en TikTok, donde había revelado con anticipación la colaboración.
Más tarde, el 20 de mayo, la banda anunció a través de sus redes sociales el estreno de una nueva canción, «Nice to Meet You», lanzada el 24 de mayo de 2024, como el segundo sencillo del álbum. Según Dan Reynolds, la pista se enfoca en todo el proceso para invitar a una persona a salir y estuvo inspirada en alguien cercano a él.

### Tour
Con el anuncio del álbum, la banda compartió en sus redes sociales el inicio de la que sería su quinta gira de conciertos, titulada «LOOM World Tour». Previamente la banda se había presentado en algunos conciertos y festivales antes del anuncio de la gira, siendo confirmadas originalmente 29 fechas, antes de iniciar el 30 de julio de 2024, en el Freedom Mortgage Pavilion de Camden, Nueva Jersey.

## Sencillos
«Eyes Closed» fue promocionado como el sencillo principal del álbum, cuyo lanzamiento fue el 3 de abril de 2024. El anuncio de la canción estuvo rodeado de varios adelantos que fueron compartidos por la banda en sus redes sociales, así como de un evento organizado para los fans de la agrupación. Un mes después de su lanzamiento, la banda compartió un remix de la canción, contando con la participación del artista colombiano J Balvin.
El segundo sencillo de «LOOM» sería «Nice to Meet You», tema lanzado el 24 de mayo de 2024 en compañía de su video oficial. Un fragmento de la canción fue compartido en Discord para los ganadores del evento de las cuatro puertas, los “Croyants”, junto a «Fire in These Hills» y «Wake Up».
«Wake Up» fue lanzado como un sencillo promocional del álbum el 2 de julio de 2024, cuando la banda compartió el video musical de la canción en su canal de YouTube.
El último sencillo del album, «Take Me to the Beach», se lanzó el 11 de octubre de 2024. Para promocionarlo, la banda publicó cuatro remixes que se estrenaron en la última parte del año, y contaron con la participación de Baker Boy, Ernia, Jungeli y Ado.

## Recepción

### Crítica
En comparación a sus trabajos previos, «LOOM» ha recibido críticas mayormente positivas por parte de los especialistas de la música.
En Metacritic, «LOOM» recibió una puntuación media ponderada de 67/100 basada en cuatro reseñas, lo que indica "críticas generalmente favorables"; esta es la primera vez que uno de los álbumes de la banda recibe una puntuación positiva.
Neil Z. Yeung, de AllMusic, le dio al álbum una crítica positiva, afirmando: "Los fanáticos de toda la vida de sus agresivos himnos de empoderamiento se deleitarán con este pseudo-'regreso a la forma' del cuarteto de Las Vegas. Es uno de sus sets más satisfactorios e inmediatos hasta la fecha". 
Jon Dolan, de Rolling Stone, dijo: "El álbum encuentra a la banda pilotando algunas transiciones musicales y personales" y luego concluyó que "Esos momentos de buenas vibraciones muestran que dentro de los vastos espacios en los que trabajan estos muchachos, siempre hay lugar para el crecimiento".
Tom Carr, de The Arts Desk, comentó: "[ LOOM ] puede no ser desafiante de escuchar, pero no se puede negar que Imagine Dragons tiene un don para unir varias texturas y condensarlas en algo que se escucha con suavidad". Agregando: "En general, «LOOM» agrada sin abrir nuevos caminos".
Robin Murray, de Clash, le dio al álbum una crítica mixta, resumiendo: "Fue regreso sucinto aunque algo insatisfactorio". 

### Comercial
«LOOM» debutó en el puesto número 22 de la lista Billboard 200 en los Estados Unidos, con 28.000 unidades equivalentes a álbumes. Es el primer álbum de la banda que no llega al top ten de la lista, así como el primero que no tiene una lista de canciones en el Billboard Hot 100.

## Lista de canciones
| LOOM: Edición Digital |                                |          |  |
| N.º                   | Título                         | Duración |  |
| 1.                    | «Wake Up»                      | 2:46     |  |
| 2.                    | «Nice to Meet You»             | 3:10     |  |
| 3.                    | «Eyes Closed»                  | 3:20     |  |
| 4.                    | «Take Me to the Beach»         | 2:47     |  |
| 5.                    | «In Your Corner»               | 3:59     |  |
| 6.                    | «Gods Don't Pray»              | 2:49     |  |
| 7.                    | «Don't Forget Me»              | 2:58     |  |
| 8.                    | «Kid»                          | 2:39     |  |
| 9.                    | «Fire in These Hills»          | 3:39     |  |
| 10.                   | «Eyes Closed» (feat. J Balvin) | 3:20     |  |
| 28:40                 |                                |          |  |

### Lanzamientos Físicos
CD
| LOOM: Edición Estándar |                        |          |  |
| N.º                    | Título                 | Duración |  |
| 1.                     | «Wake Up»              | 2:46     |  |
| 2.                     | «Nice to Meet You»     | 3:10     |  |
| 3.                     | «Eyes Closed»          | 3:20     |  |
| 4.                     | «Take Me to the Beach» | 2:47     |  |
| 5.                     | «In Your Corner»       | 3:59     |  |
| 6.                     | «Gods Don't Pray»      | 2:49     |  |
| 7.                     | «Don't Forget Me»      | 2:58     |  |
| 8.                     | «Kid»                  | 2:39     |  |
| 9.                     | «Fire in These Hills»  | 3:39     |  |
| 25:20                  |                        |          |  |

| LOOM: Edición Deluxe (Bonus Track) |                                |          |  |
| N.º                                | Título                         | Duración |  |
| 10.                                | «Eyes Closed» (feat. J Balvin) | 3:20     |  |
| 28:40                              |                                |          |  |

| LOOM: Edición Japonesa |                                          |          |  |
| N.º                    | Título                                   | Duración |  |
| 11.                    | «Children of the Sky» (a Starfield song) | 3:27     |  |
| 32:07                  |                                          |          |  |

Vinilo
LOOM: Edición Estándar

| Lado A |                        |          |  |
| N.º    | Título                 | Duración |  |
| 1.     | «Wake Up»              | 2:46     |  |
| 2.     | «Nice to Meet You»     | 3:10     |  |
| 3.     | «Eyes Closed»          | 3:20     |  |
| 4.     | «Take Me to the Beach» | 2:47     |  |
| 5.     | «In Your Corner»       | 3:59     |  |
| 16:02  |                        |          |  |

| Lado B |                       |          |  |
| N.º    | Título                | Duración |  |
| 6.     | «Gods Don't Pray»     | 2:49     |  |
| 7.     | «Don't Forget Me»     | 2:58     |  |
| 8.     | «Kid»                 | 2:39     |  |
| 9.     | «Fire in These Hills» | 3:39     |  |
| 12:05  |                       |          |  |

LOOM: Edición Deluxe

| Lado A |                        |          |  |
| N.º    | Título                 | Duración |  |
| 1.     | «Wake Up»              | 2:46     |  |
| 2.     | «Nice to Meet You»     | 3:10     |  |
| 3.     | «Eyes Closed»          | 3:20     |  |
| 4.     | «Take Me to the Beach» | 2:47     |  |
| 5.     | «In Your Corner»       | 3:59     |  |
| 16:02  |                        |          |  |

| Lado B |                                |          |  |
| N.º    | Título                         | Duración |  |
| 6.     | «Gods Don't Pray»              | 2:49     |  |
| 7.     | «Don't Forget Me»              | 2:58     |  |
| 8.     | «Kid»                          | 2:39     |  |
| 9.     | «Fire in These Hills»          | 3:39     |  |
| 10.    | «Eyes Closed» (feat. J Balvin) | 3:20     |  |
| 15:25  |                                |          |  |

## Créditos
Adaptados del booklet de «LOOM».
Imagine Dragons “LOOM”
- Todas las canciones son interpretadas por Imagine Dragons.
- Escritas por: Dan Reynolds, Wayne Sermon, Ben McKee, Robin Fredriksson y Mattias Larsson.
- Publicadas por: Imagine Dragons Publishing (BMI) Warner-Tamerlane Publishing Corp, Wolf Cousins / Warner Chappell Music Scand (STIM).
- Producidas por: Mattman & Robin para Wolf Cousins Productions.
- Grabadas en: “MXM Studios” (Los Ángeles, California), “Conway Studios” (Los Ángeles, California), “Westlake Studios” (West Hollywood, California) y “House Mouse Studios” (Estocolmo, Suecia).
- Ingeniería por: Jeremy Lertola en “MXM Studios”, John Armstrong en “Conway Studios” y Greg Eliason en “Westlake Studios”.
- Mezcladas por: Serban Ghenea en “MixStar Studios” (Virginia Beach, VA).
- Asistente de Mezcla: Bryce Bordone.
- Masterizadas por Randy Merrill en “Sterling Sound” (Nueva York).

Cortesía de KIDinaKORNER/Interscope Records
Eyes Closed (feat. J Balvin)
- Escrita por: Dan Reynolds, Wayne Sermon, Ben McKee, José Álvaro Osorio Balvín, Luis Angel O'Neill Laureano, Robin Fredriksson y Mattias Larsson.
- Publicada por: Imagine Dragons Publishing (BMI) Warner-Tamerlane Publishing Corp, Universal Musica Unica Publishing (BMI), Kobalt Music Publishing (ASCAP), Wolf Cousins / Warner Chappell Music Scand (STIM).

J Balvin aparece por cortesía de Sueños Globales, LLC / Universal Music Latino
℗ 2024 KIDinaKORNER/Interscope Records
Imagine Dragons
- Dan Reynolds: Voz, Batería e instrumentos (en todas las canciones).
- Wayne Sermon: Guitarra e instrumentos (en todas las canciones).
- Ben McKee: Bajo e instrumentos (en todas las canciones).

Diseño
- A&R: Sam Riback.
- Coordinadores A&R: Michele Ronzon y Erica Bell.
- Arte y Diseño: Rouxx de Greatwork ©.
- Fotografía: Eric Ray Davidson.

## Listas de Popularidad

### Listas semanales
| Lista (2024)                         | Máxima posición |
| ------------------------------------ | --------------- |
| Alemania (Offizielle Top 100)        | 2               |
| Australia (ARIA)                     | 17              |
| Austria (Ö3 Austria Top 40)          | 3               |
| Bélgica (Ultratop Flanders)          | 6               |
| Bélgica (Ultratop Wallonia)          | 1               |
| Canadá (Canadian Albums) (Billboard) | 23              |
| Escocia (OCC)                        | 1               |
| Eslovaquia (IFPI)                    | 27              |
| España (PROMUSICAE)                  | 4               |
| Estados Unidos (Billboard 200)       | 22              |
| Estados Unidos (Billboard)           | 6               |
| Países Bajos (Dutch Albums Top 1000) | 3               |
| Finlandia (Suomen Virallinen Lista)  | 19              |
| Francia (SNEP)                       | 1               |
| Hungría (MAHASZ)                     | 14              |
| Irlanda (IRMA)                       | 62              |
| Italia (FIMI)                        | 9               |
| Luisiana (AGATA)                     | 6               |
| Noruega (VG-lista)                   | 14              |
| Nueva Zelanda (RMNZ)                 | 12              |
| Polonia (ZPAV)                       | 4               |
| Portugal (AFP)                       | 18              |
| Reino Unido (UK Albums Chart)        | 5               |
| República Checa (IFPI)               | 30              |
| Suecia (Sverigetopplistan)           | 18              |
| Suiza (Schweizer Hitparade)          | 1               |

### Listas de fin de año
| Lista (2022)                | Máxima posición |
| --------------------------- | --------------- |
| Francia (SNEP)              | 66              |
| Suiza (Schweizer Hitparade) | 61              |

## Certificaciones
| País    | Organismo certificador | Certificación | Ventas certificadas | Ref.   |
| Francia | SNEP                   | Oro           | 50,000              | [ 35 ] |
| Polonia | ZPAV                   | Oro           | 10,000              | [ 36 ] |